# 西藏早熟禾
西藏早熟禾（学名：Poa tibetica），为禾本科早熟禾属下的一个植物种。